# 施無畏印
无畏印（梵语：Abhayamudrā），或称施无畏印，是印度宗教中常见的一种手印，一般用来表示神圣力量的加护庇佑，使得众生感到信心、安全、无所畏怖。梵语abhaya意为“无畏”，来自否定前缀a-加上bhaya（“害怕、恐惧、怖畏”，词根为bhī）。其基本姿势为右手平举或抬起，手心朝外。无畏印用于佛教、印度教、耆那教及锡克教等。在佛教中，施无畏印是五种印之一，另外四种为转法轮印、定印、证诚印及满愿印。

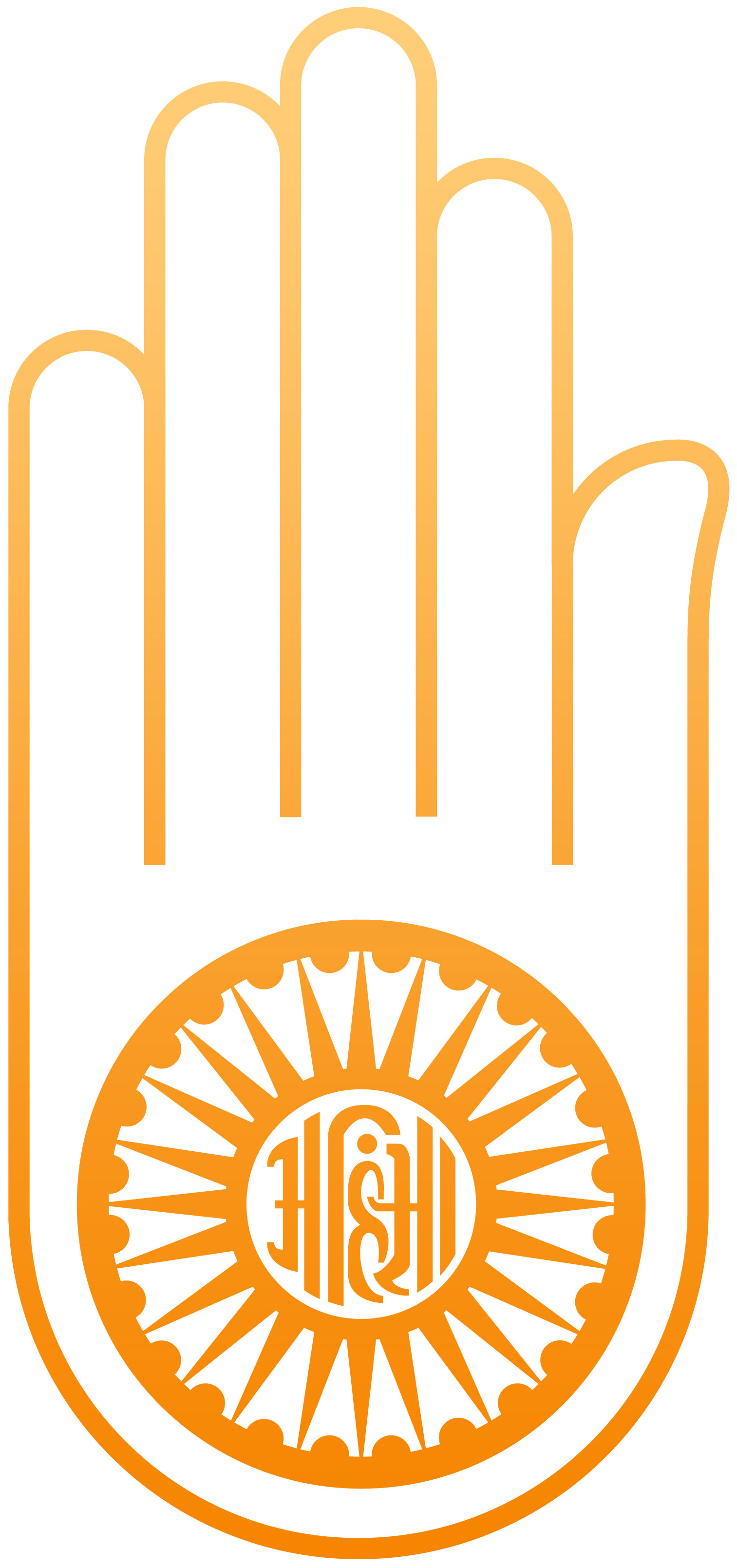
耆那教的“不害”（ahiṃsā）标志，手掌作无畏印

耆那教中的不害（ahiṃsā）标志便是一只做施无畏印的手掌加上法轮。

## 画廊

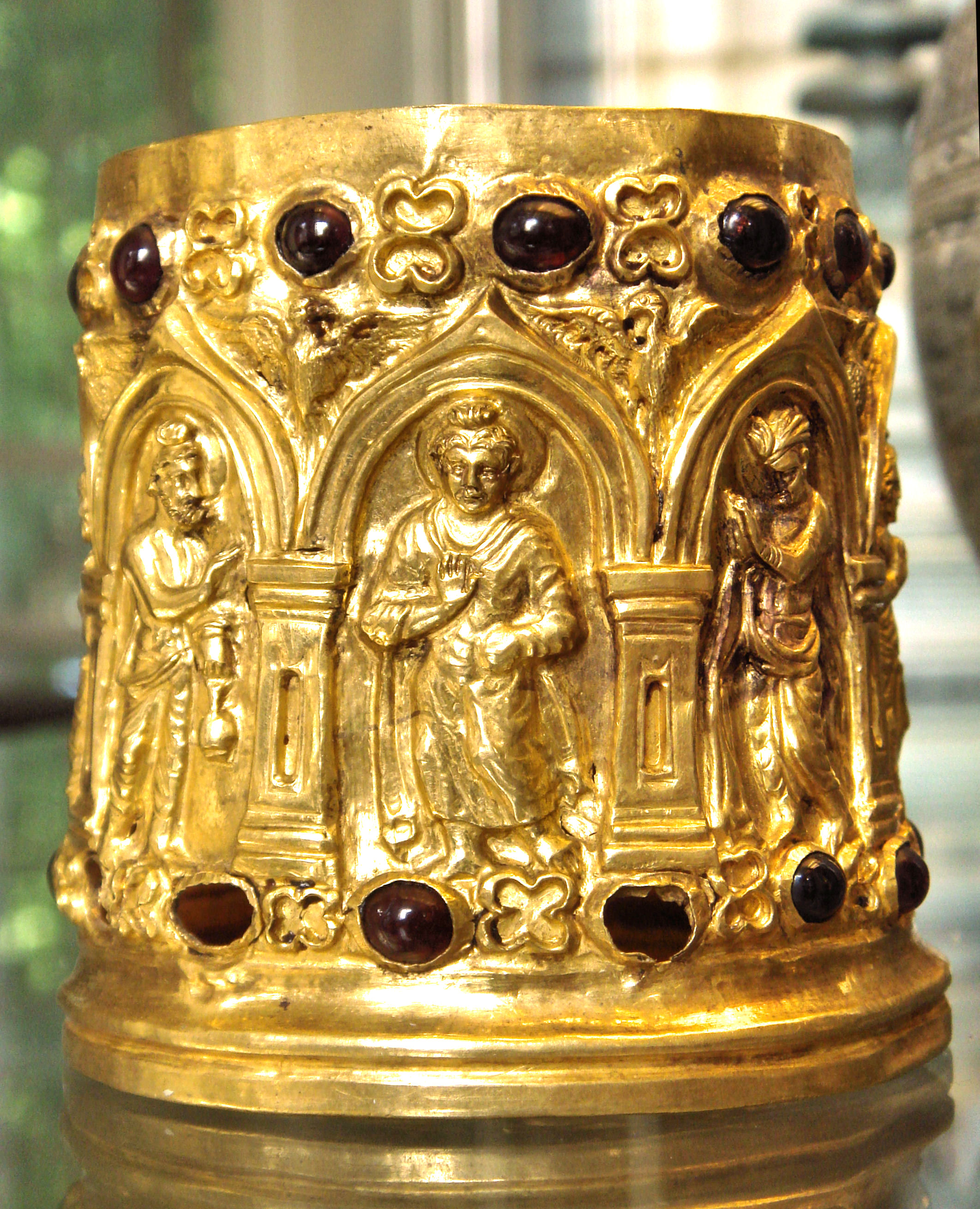
阿富汗毕马兰（Bimaran）发现的镶嵌红宝石金舍利盒，所雕佛像作无畏印状，约公元1世纪末，现藏大英博物馆
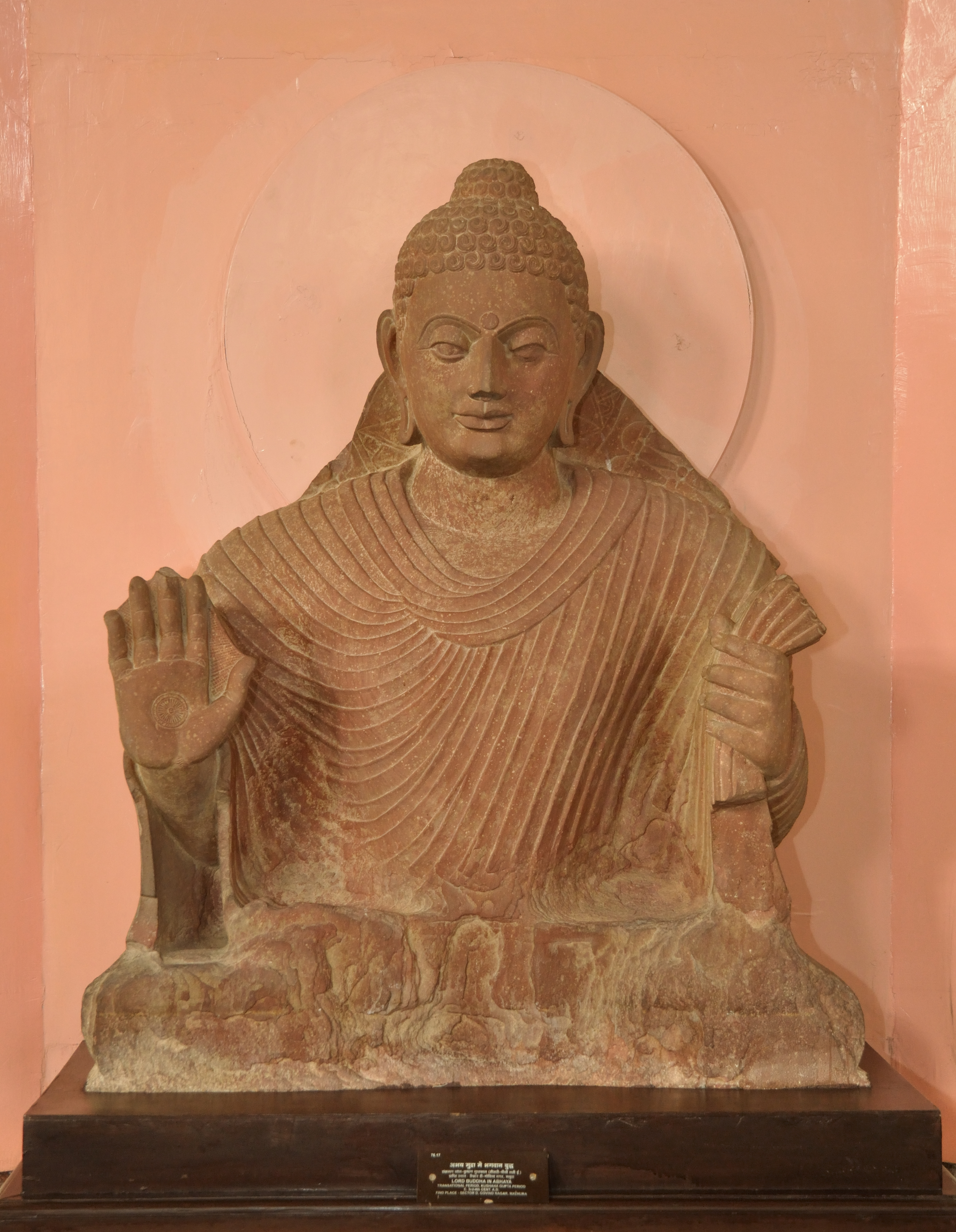
贵霜-笈多时期的佛像，约3到4世纪间，发现于秣菟罗
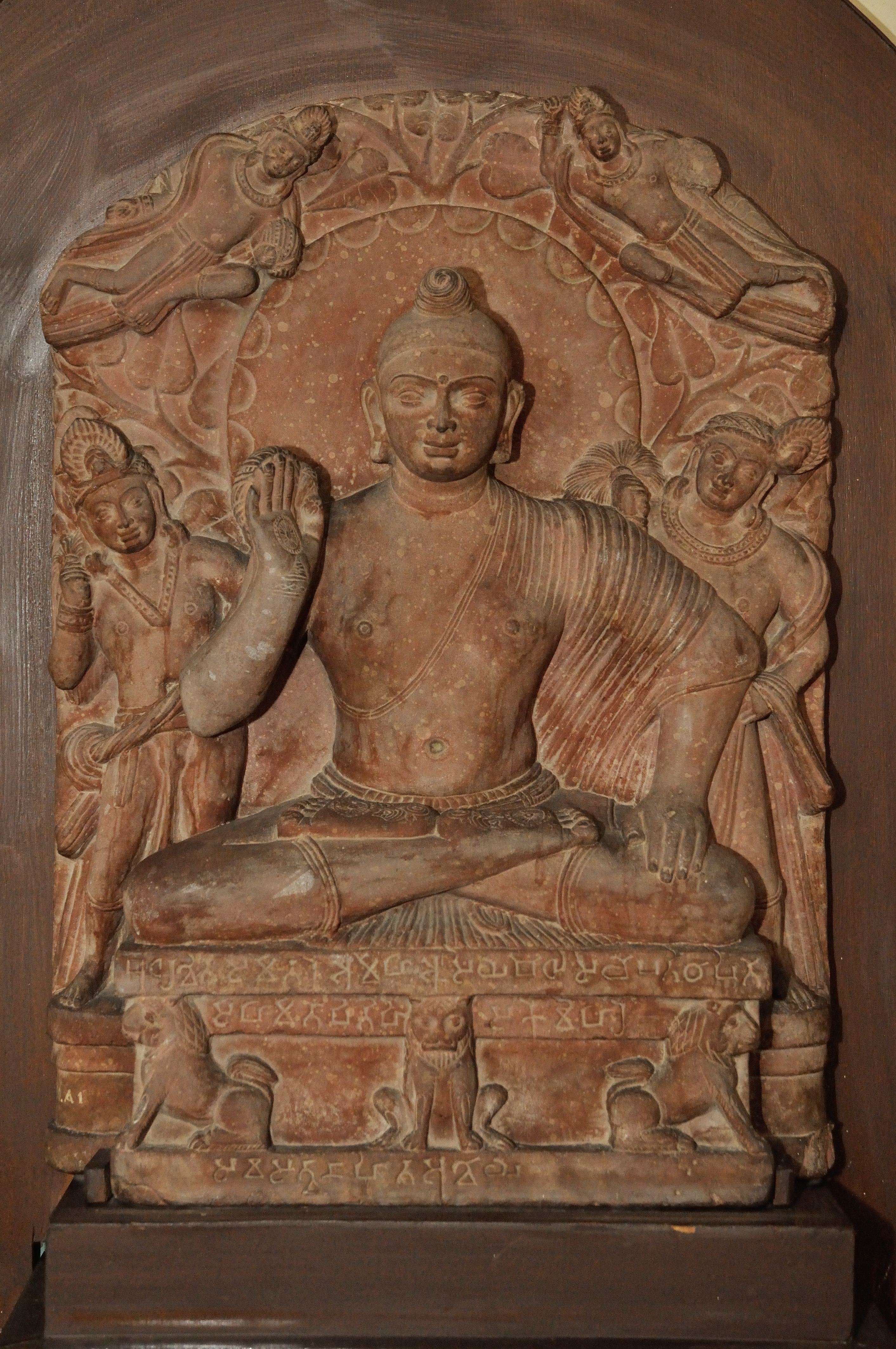
贵霜时期的佛陀及协侍菩萨雕像，佛陀右手作施无畏印状
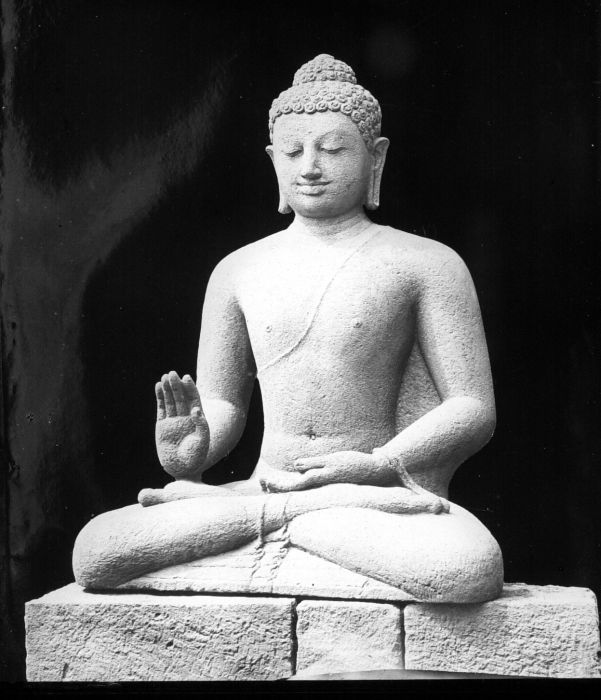
印尼婆罗浮屠的不空成就佛
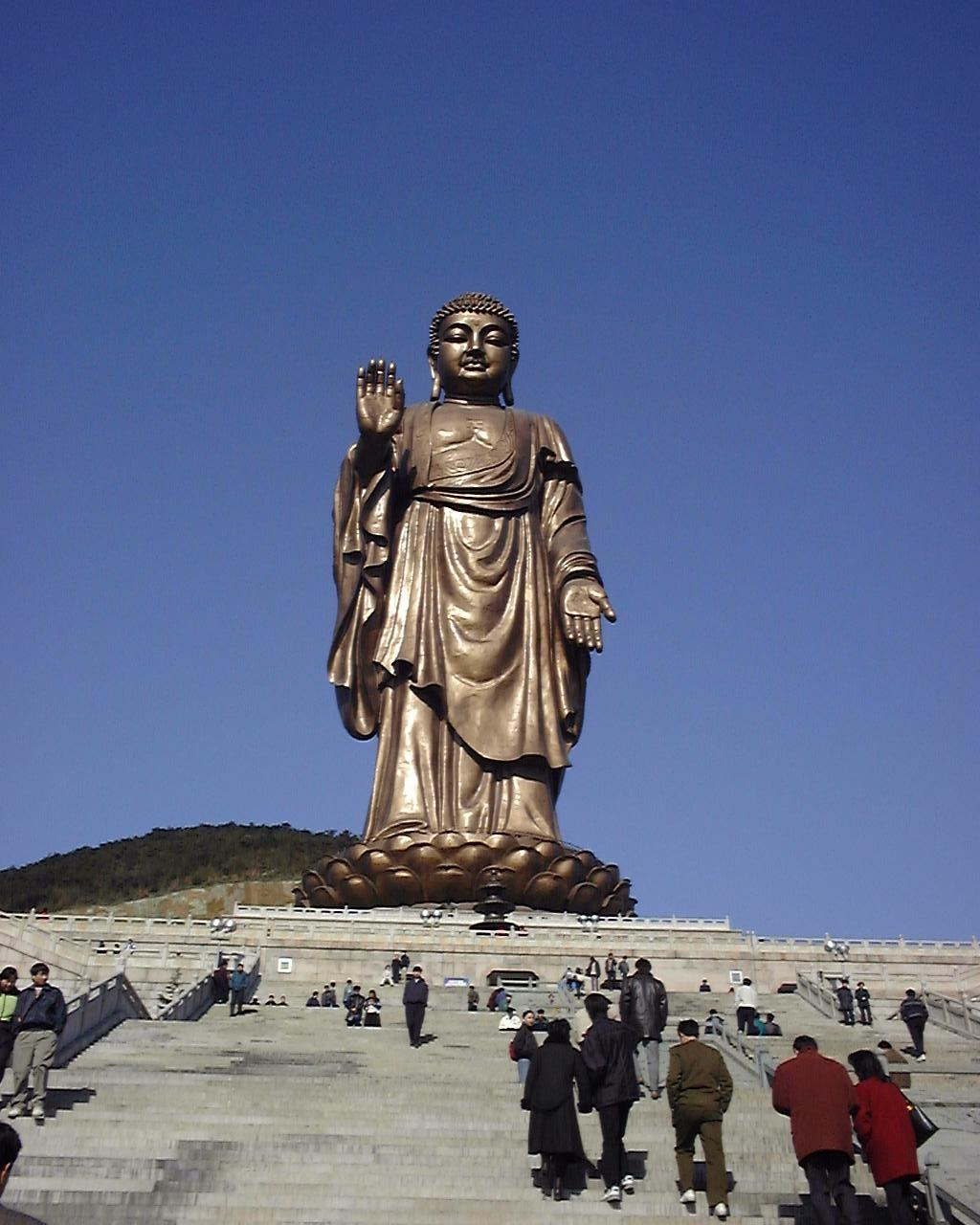
灵山大佛
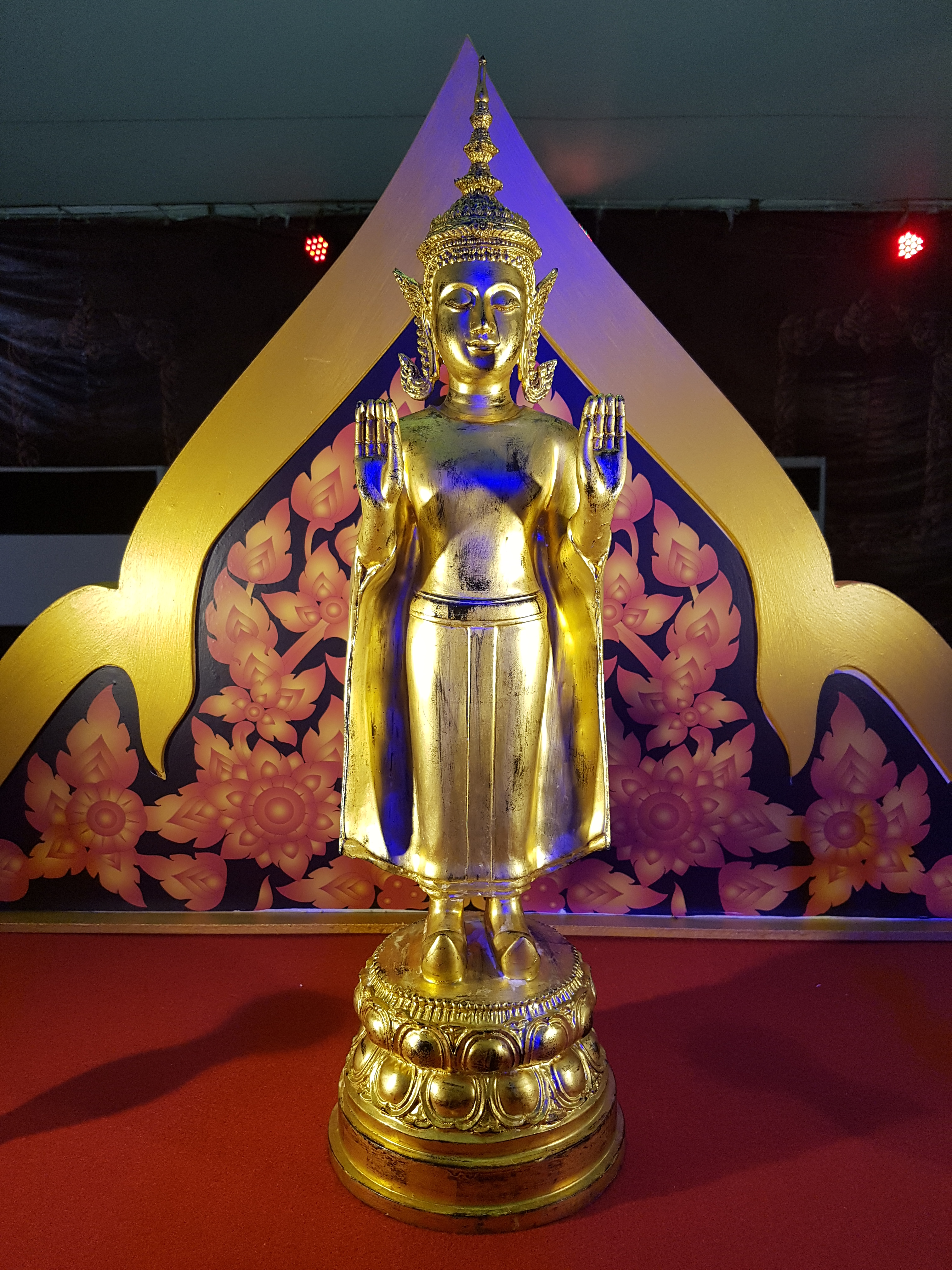
老挝国宝勃拉邦佛
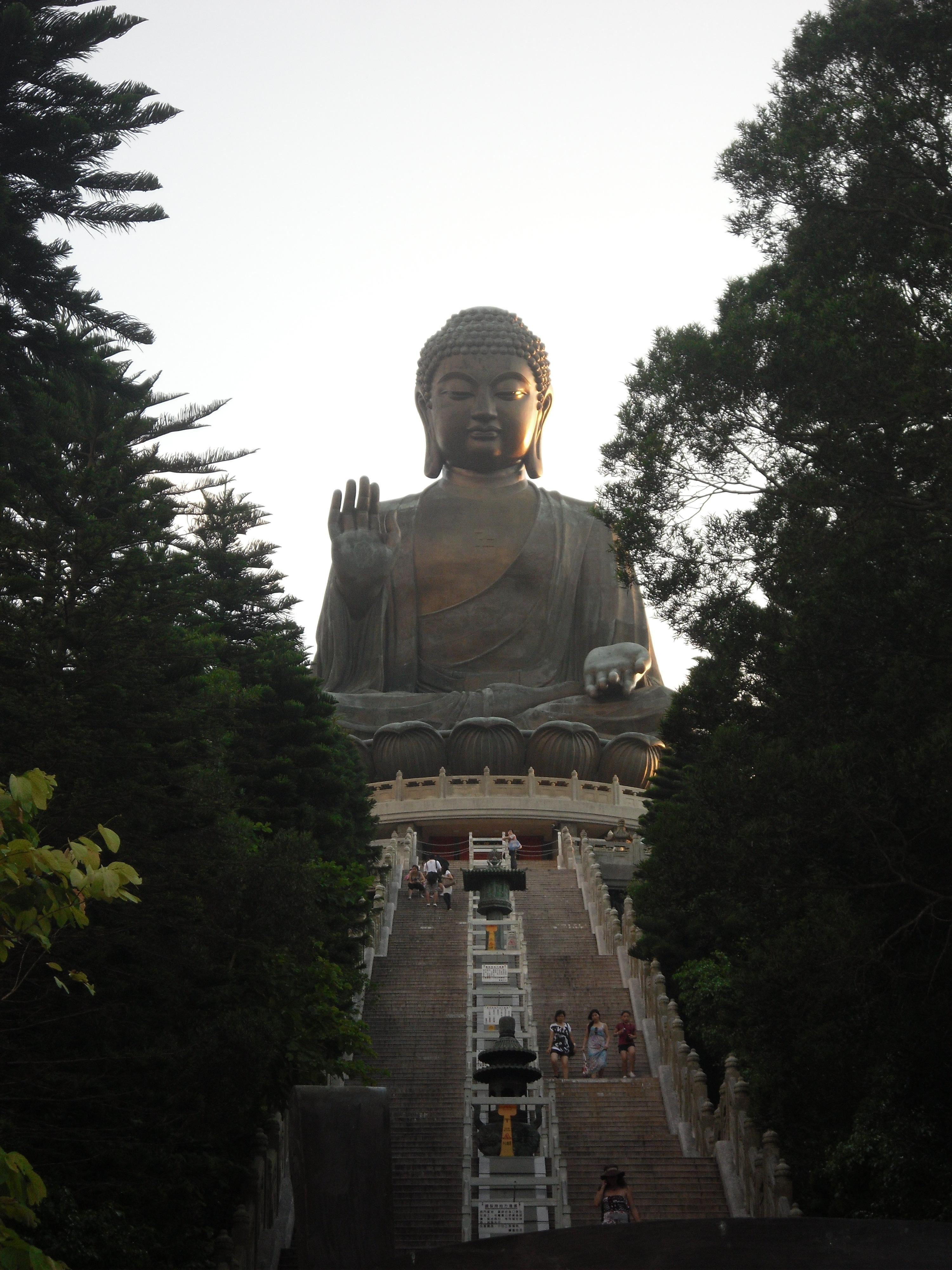
香港天坛大佛
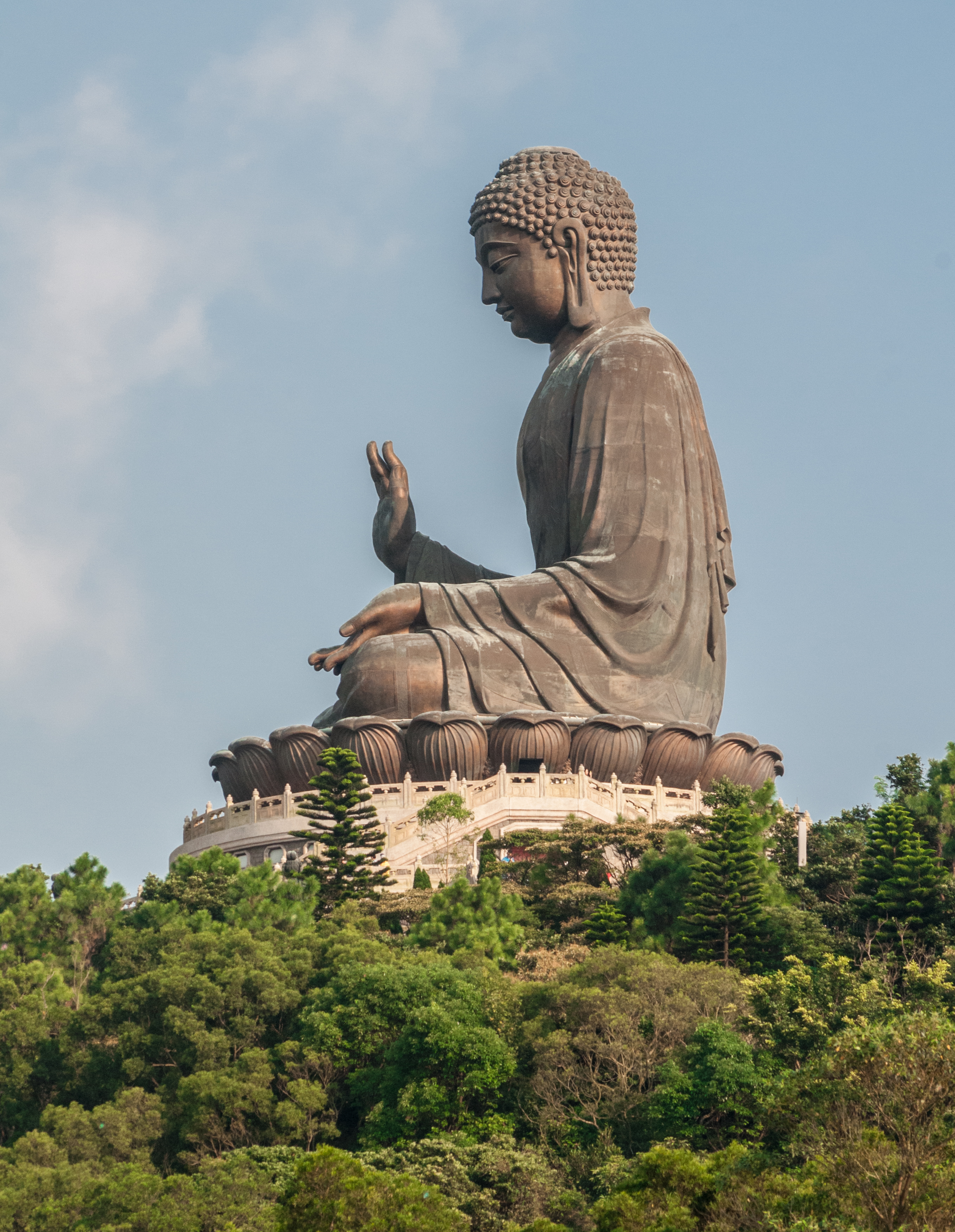
香港天坛大佛侧面
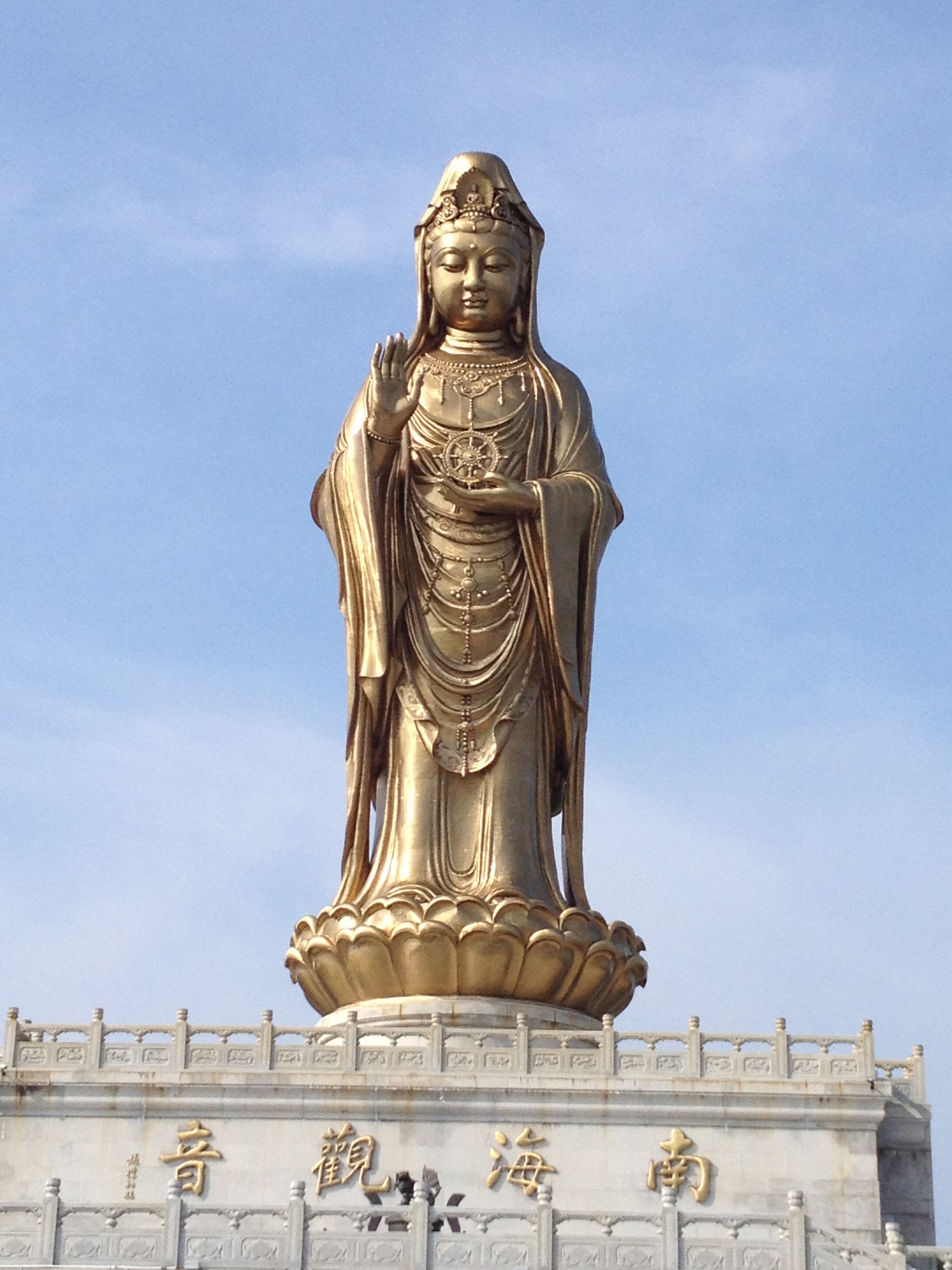
普陀山南海观音
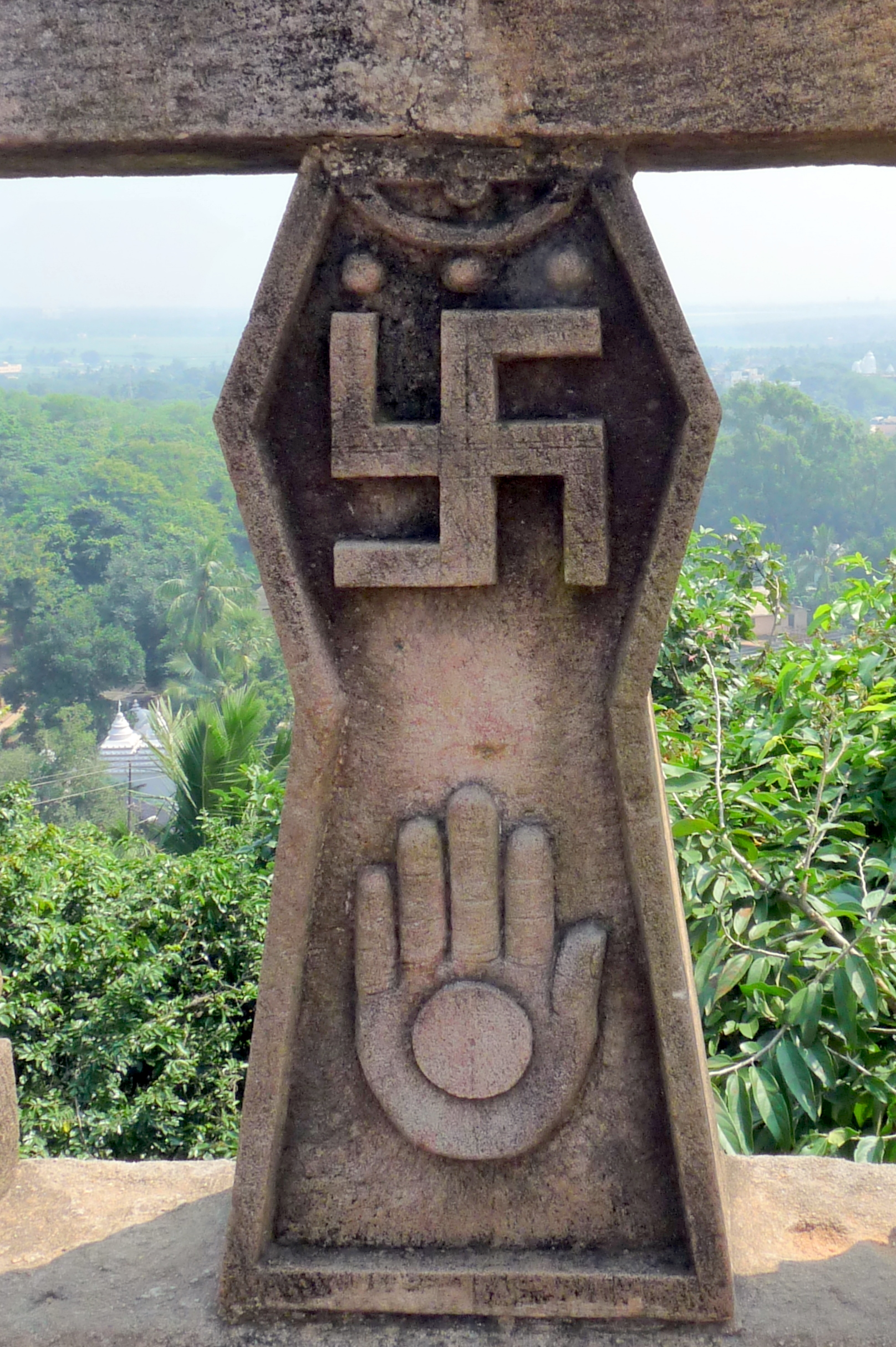
印度布巴内什瓦尔的石窟，上雕刻耆那教的“不害”（ahiṃsā）标志及卐字符号
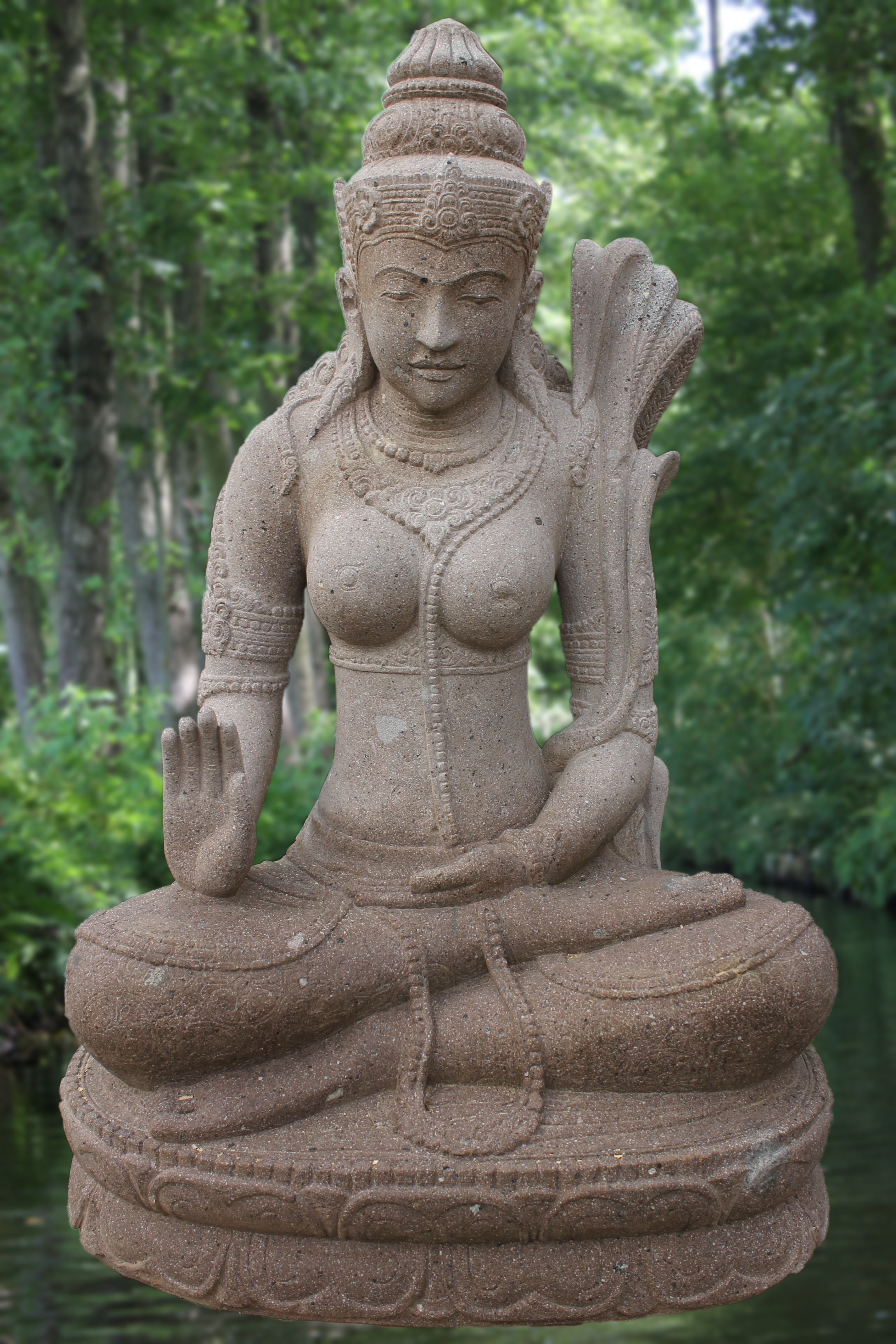
印度尼西亚巴厘岛上的雪山神女像，右手作施无畏印
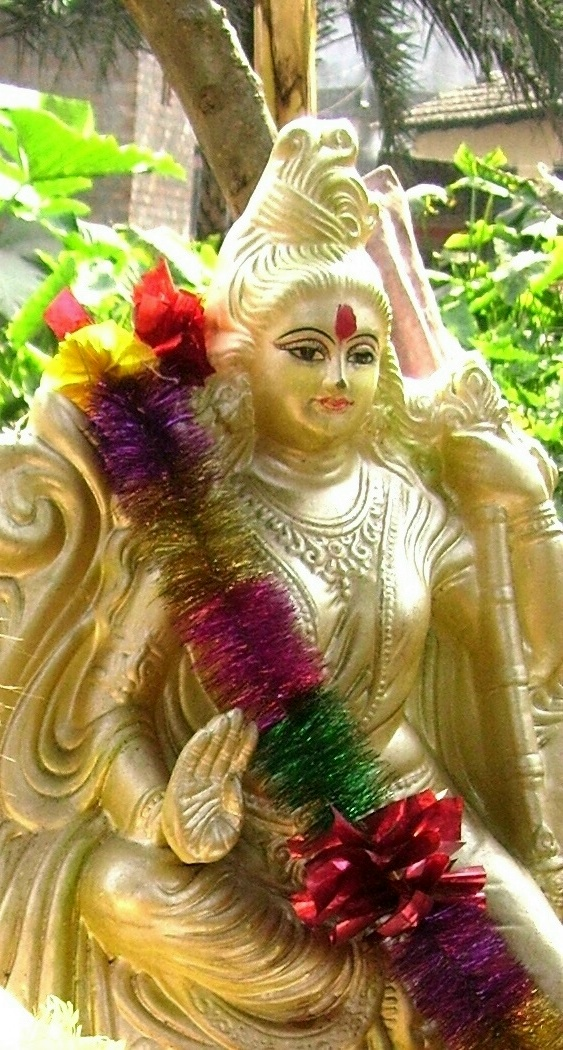
印度教的辩才天女神像，手作无畏印状